# 岩美町立蒲生小学校

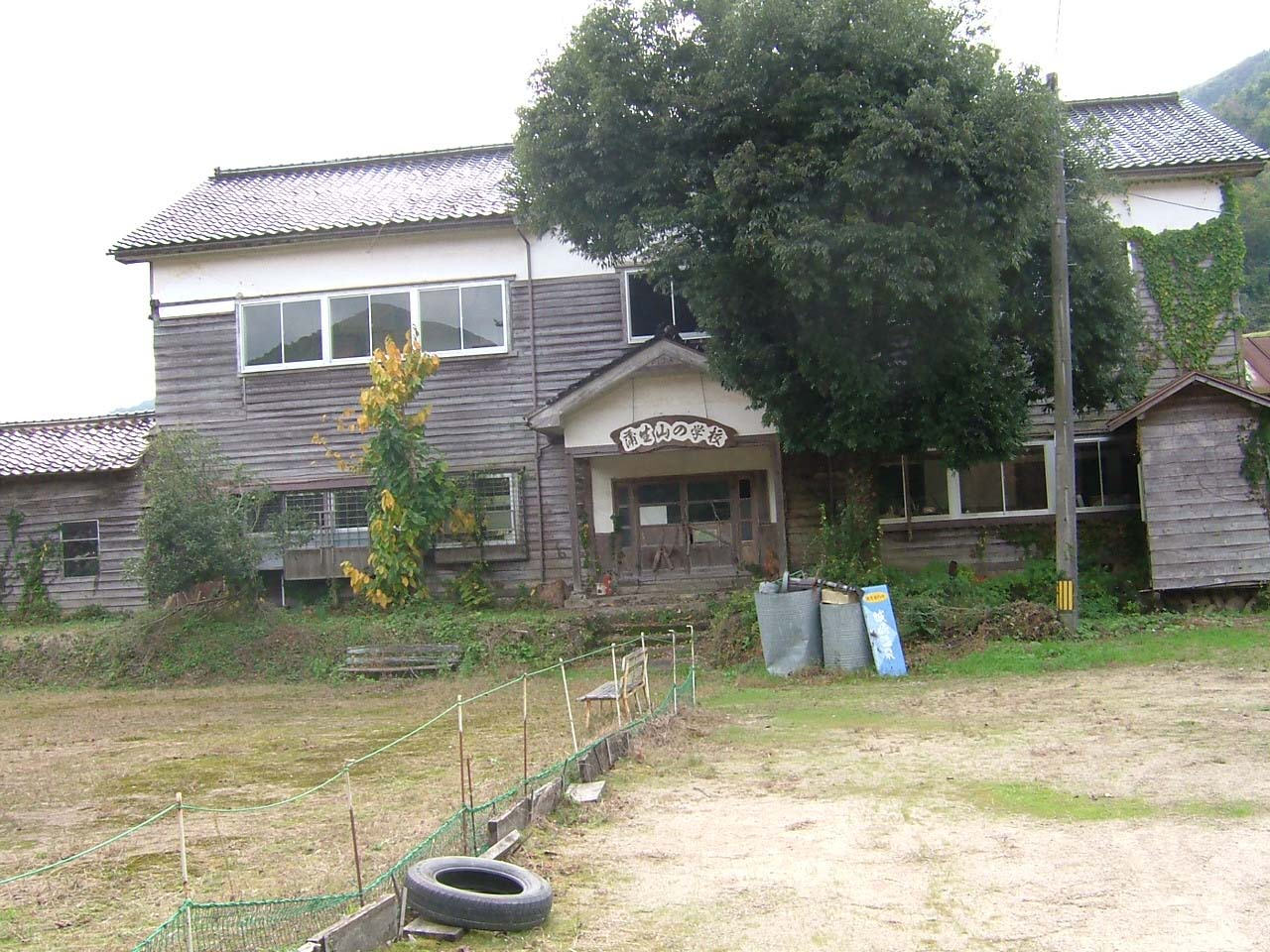
隣接する旧中学校校舎

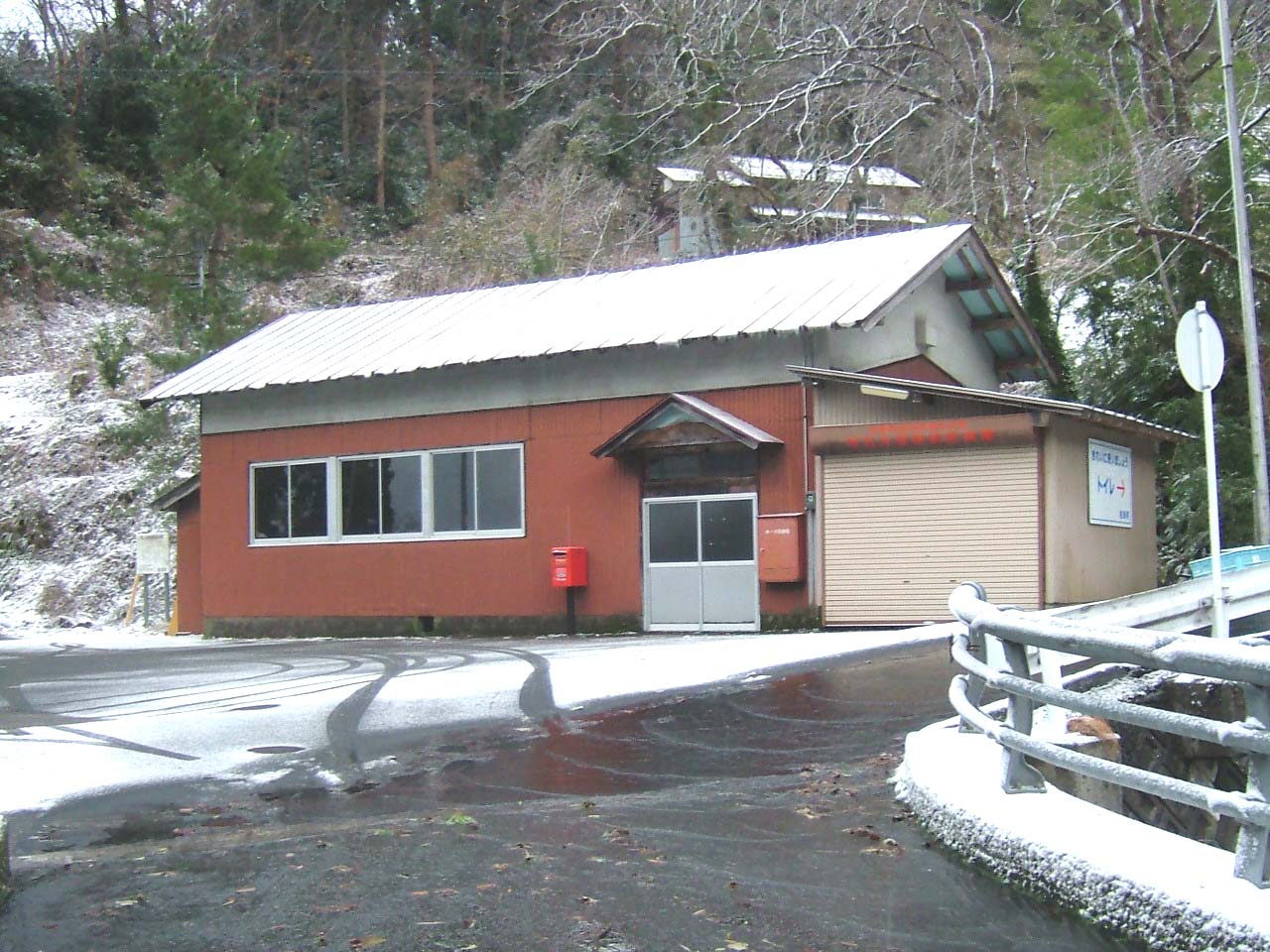
鳥越分校

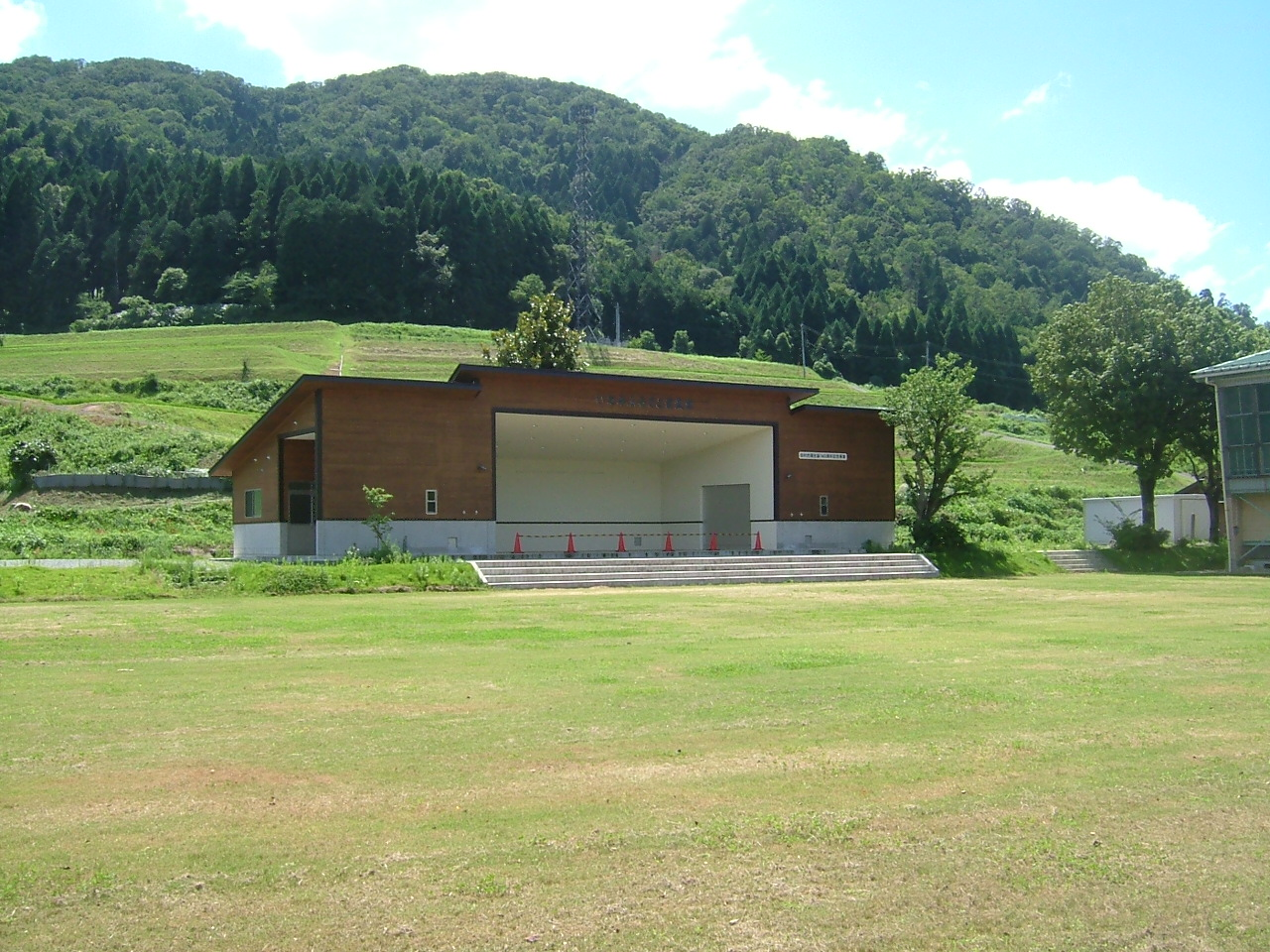
跡地に完成したいわみふるさと音楽堂

岩美町立蒲生小学校（いわみちょうりつ がもうしょうがっこう）は、かつて鳥取県岩美郡岩美町蒲生にあった公立小学校。

## 概要
2001年4月本庄・小田・岩井・蒲生の4校を統合し、岩美町立岩美南小学校開校に伴い、3月末をもって閉校された。
校舎は兵庫県境蒲生峠から鳥取方面へ約2km国道9号沿いの蒲生川対岸に木造校舎が見えていたが、2012年9月より解体工事が始まり、11月末まで隣接する中学校校舎と共に解体された。校舎西側トイレは残し改修して今後も使用される体育館用として使用される予定。岩美町内に残る木造廃校舎は分校を除くと本庄小学校と町文化財の旧岩井尋常小学校の2校舎となる。

## 沿革
- 1873年（明治6年）11月 - 永泉寺地内に蒲生小学校開校。
- 1874年（明治7年）12月 - 洗井分校開設。
- 1887年（明治20年）4月 - 洗井分校を洗井簡易小学校と改称。
- 1892年（明治25年）8月 - 蒲生尋常小学校・洗井尋常小学校と改称。
- 1924年（大正13年） - 蒲生尋常高等小学校と改称。
- 1941年（昭和16年）4月1日 - 国民学校令により蒲生国民学校・洗井国民学校と改称。
- 1947年（昭和22年）4月1日 - 学制改革により蒲生村立蒲生小学校・洗井小学校と改称。
- 1952年（昭和27年）5月1日 - 蒲生・洗井の2校を廃止統合して蒲生小学校となる。洗井小は分校として存続。
- 1953年（昭和28年）3月1日 - 校舎新築移転。
- 1954年（昭和29年）7月1日 - 町村合併により岩美町立蒲生小学校と改称。
- 1971年（昭和46年）3月2日 - 洗井分校廃校、季節間分校として存続。
- 1973年（昭和48年）6月 - 洗井季節間分校廃校。
- 1974年（昭和49年）1月9日 - 鳥越季節間分校開校式。
- 1993年（平成5年）11月 - 創立120周年記念式典挙行。
- 2001年（平成13年）3月 - 閉校。
- 2012年（平成24年）11月 - 校舎が解体された。
- 2013年（平成25年）12月 - 校舎跡地に屋外音楽施設「いわみふるさと音楽堂」が完成。

## 交通アクセス
- 西日本旅客鉄道（JR西日本）山陰本線 岩美駅前より
  - 日本交通岩美・岩井線蕪島行き「塩谷」バス停下車。

## 著名な出身者
- 田村虎蔵（作曲家）